# Consiliul Frontului Salvării Naționale

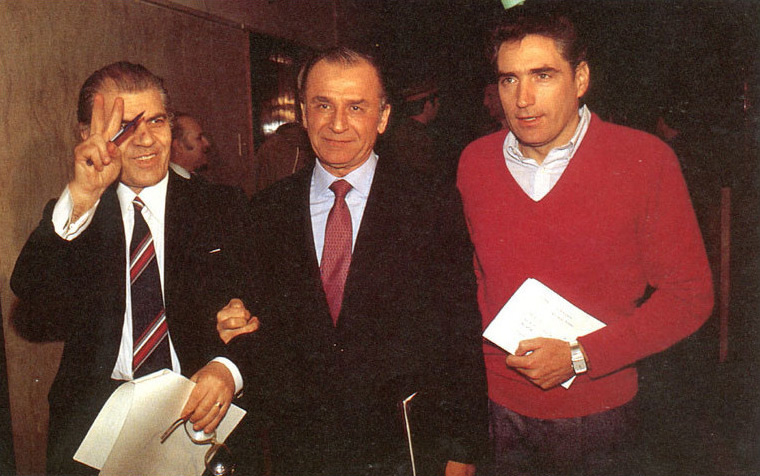
Dumitru Mazilu, Ion Iliescu und Petre Roman nach einer Sitzung des Rates der Front zur Nationalen Rettung am 23. Dezember 1989

Der Consiliul Frontului Salvării Naționale (CFSN; deutsch Rat der Front der Nationalen Rettung) war ein Gremium, das im Zuge der Rumänischen Revolution am 22. Dezember 1989 die Regierungsgewalt übernahm. 
Nach dem Machtverlust des Generalsekretärs der Rumänischen Kommunistischen Partei (PCR) und Staatsratsvorsitzenden Nicolae Ceaușescu gab Ion Iliescu (bis dahin ebenfalls Mitglied der PCR) am selben Tag um 14 Uhr in einer direkten Fernsehübertragung die Gründung des CFSN bekannt.  Der Rat hatte zunächst 40 Mitglieder, bis zum 27. Dezember wurde er auf 145 Mitglieder erweitert. Ein Großteil davon waren Mitglieder der aufgelösten PCR. Die Mitglieder des CFSN mussten sich später gegen Vorwürfe verteidigen, dass sie selbst bereits vor dem 21. Dezember eine Verschwörung gebildet hätten. Am 27. Dezember 1989 bildete der CFSN ein Exekutivbüro unter dem Vorsitz Iliescus, der anschließend faktisches Staatsoberhaupt war. Zugleich ernannte der Rat eine Übergangsregierung unter Petre Roman als Premierminister. Eine Verordnung mit Gesetzeskraft über die Gründung, Organisation und Funktionsweise des CFSN wurde am selben Tag im rumänischen Amtsblatt verkündet.
Am 6. Februar 1990 gründete sich die Frontul Salvării Naționale (FSN; „Nationale Rettungsfront“) als politische Partei. Drei Tage später wurde der CFSN vom Consiliul Provizoriu de Uniune Națională (CPUN; „Provisorischer Rat der Nationalen Einheit“) abgelöst, der jeweils zur Hälfte aus bisherigen Mitgliedern des CFSN und aus Vertretern anderer Parteien bestand. Die FSN gewann die Wahlen im Mai 1990 mit überragender Mehrheit. Anschließend wurde Ion Iliescu regulärer Staatspräsident und Petre Roman als Premierminister bestätigt. Letzterer wurde im Oktober 1991 von Theodor Stolojan (ebenfalls Mitglied der FSN) abgelöst. 
Im April 1992 kam es zu Auseinandersetzungen innerhalb der FSN. In der Folge spaltete sich eine Gruppe unter Iliescu ab und gründete die Frontul Democrat al Salvării Naționale (FDSN, „Demokratische Front für die Nationale Rettung“). Sie gewann die Parlamentswahlen 1992 und benannte sich im Jahr darauf in Partidul Democrației Sociale din România (PDSR, „Partei der Sozialen Demokratie Rumäniens“) um. Aus dem Rest der FSN bildete sich unter der Leitung von Petre Roman die Partidul Democrat (PD). Die beiden großen rumänischen Parteien der 2000er-Jahre – Partidul Social Democrat (PSD) und Partidul Democrat-Liberal (PD-L) – sind damit indirekte Nachfolgerinnen der FSN.

## Mitglieder
Die Zusammensetzung der Mitglieder gemäß der Ankündigung von Ion Iliescu am 22. Dezember 1989:
- Marian Baciu,
- Alexandru Bîrlădeanu, ehemaliger Vizepräsident des Ministerrats (1955–1969), ehemaliges Mitglied des ZK der PCR (1955–1969)
- Ana Blandiana, Dichterin
- Silviu Brucan, innerparteilicher Gegner von Ceaușescu, Ko-Autor des „Briefs der Sechs“ im März 1989
- Valeriu Bucurescu
- Ion Caramitru,
- Cristina Ciontu,
- Constantin Cîrjan,
- Doina Cornea, Französischlehrerin, Dissidentin
- Dan Deșliu,
- Mircea Dinescu, Schriftsteller
- Géza Domokos, Vizepräsident des Schriftstellerverbands, ehemaliger Kandidat des ZK der PCR (1969–1984)
- Emil Dumitrescu, Oberst
- Ștefan Gușă, Generalmajor, Chef des Generalstabes der Streitkräfte Rumäniens (seit 1986), Mitglied des ZK der PCR (seit November 1989)
- Ion Iliescu, Direktor des Technischen Verlags, ehemaliges Mitglied des ZK der PCR (1969–1984)
- Magdalena Ionescu,
- Vladimir Ionescu,
- Eugenia Iorga,
- Mihai Ispas,
- Constantin Ivanovici,
- Mihail Lupoi,
- Corneliu Mănescu, Diplomat, ehemaliger Außenminister (1965–1972), ehemaliges Mitglied des ZK der PCR (1965–1980)
- Gheorghe Manole,
- Dan Marțian,
- Dumitru Mazilu,
- Marian Mierlă,
- Mihai Montanu,
- Aurel Dragoș Munteanu,
- Vasile Neacșa,
- Paul Negrițiu,
- Sergiu Nicolaescu, Filmregisseur
- Petre Roman, Professor für Hydraulik und hydraulische Maschinen an der Polytechnischen Universität Bukarest
- Adrian Sîrbu,
- Victor Atanasie Stănculescu, Generalmajor, Erster Stellvertreter des Ministers für Nationale Verteidigung (seit 1986)
- Bogdan Teodoriu,
- László Tőkés, evangelisch-reformierter Pfarrer (magyarischer Nationalität) in Timișoara
- Ovidiu Vlad,
- Gelu Voican Voiculescu,
- Gheorghe Voinea, Generalmajor, Kommandeur der I. Armee (seit Februar 1989), Mitglied des ZK der PCR (seit November 1989)

Im Januar 1990 traten einige der Genannten aus dem Rat der Front zur Nationalen Rettung aus:
- 23. Januar: Doina Cornea
- 26. Januar: Dumitru Mazilu
- 29. Januar: Ana Blandiana